# Polytrichadelphus erosus
Polytrichadelphus erosus là một loài Rêu trong họ Polytrichaceae. Loài này được (Hampe) Müll. Hal. miêu tả khoa học đầu tiên năm 1900.